# Allium triquetrum
L'aglio triquetro (Allium triquetrum L.) è una pianta della famiglia Amaryllidaceae, diffusa nel bacino del Mediterraneo.

## Descrizione
È una pianta erbacea bulbosa, con fusti alti fino a 45 cm, a sezione triangolare.
 
Le foglie, nastriformi, sono lunghe all'incirca quanto il fusto e larghe 5–10 mm.
 
I fiori, penduli e di forma campanulata, hanno petali di colore bianco con una striatura mediana verde; fiorisce da marzo a maggio.

## Distribuzione e habitat
La specie è diffusa nella parte occidentale del bacino del Mediterraneo. In Italia è presente nella parte centro-meridionale della penisola e nelle isole maggiori.
Cresce in luoghi umidi e ombrosi, da 0 a 600 m di altitudine.